# Margaret Calderwood
Margaret Calderwood (1715 – 1774) è stata una viaggiatrice e scrittrice scozzese, nota per i suoi diari di viaggio raccolti con il titolo Letters and Journals of Mrs. Calderwood of Polton: From England, Holland and the Low Countries in 1756, vennero pubblicati solo nel 1884.

## Biografia
Figlia maggiore di Sir James Steuart, Baronetto di Goodtrees e Coltness, e solicitor di Scozia, e di sua moglie, Ann Darlymple, figlia del giudice e politico scozzese Hew Dalrymple, Lord di North Berwick. 

Il 30 marzo 1735 sposò Sir Thomas Calderwood di Polton, uomo dotato di una solida cultura e molto tollerante per i parametri dell'epoca. Dal momento che uno dei suoi fratelli, James Steuart, era fuggito dall'Inghilterra nel continente europeo per sfuggire alla persecuzione dovuta al suo coinvolgimento nella Insurrezione giacobita del 1745, Margaret decise di intraprendere un vasto tour che avrebbe avuto come tappa anche i Paesi Bassi meridionali, dove James aveva trovato asilo.

Il suo percorso di viaggio ebbe inizio da Polton il 3 giugno 1756 e il gruppo di viaggio comprendeva suo marito Thomas, i figli William e James, e i domestici Peggy Rainy e John Raittry. Le tappe del suo itinerario furono in successione Londra, il percorso tra Harwich e Hellevoetsluis, dopo aver attraversato il mare raggiunse Rotterdam, Delft, L'Aia, Haarlem e Amsterdam.

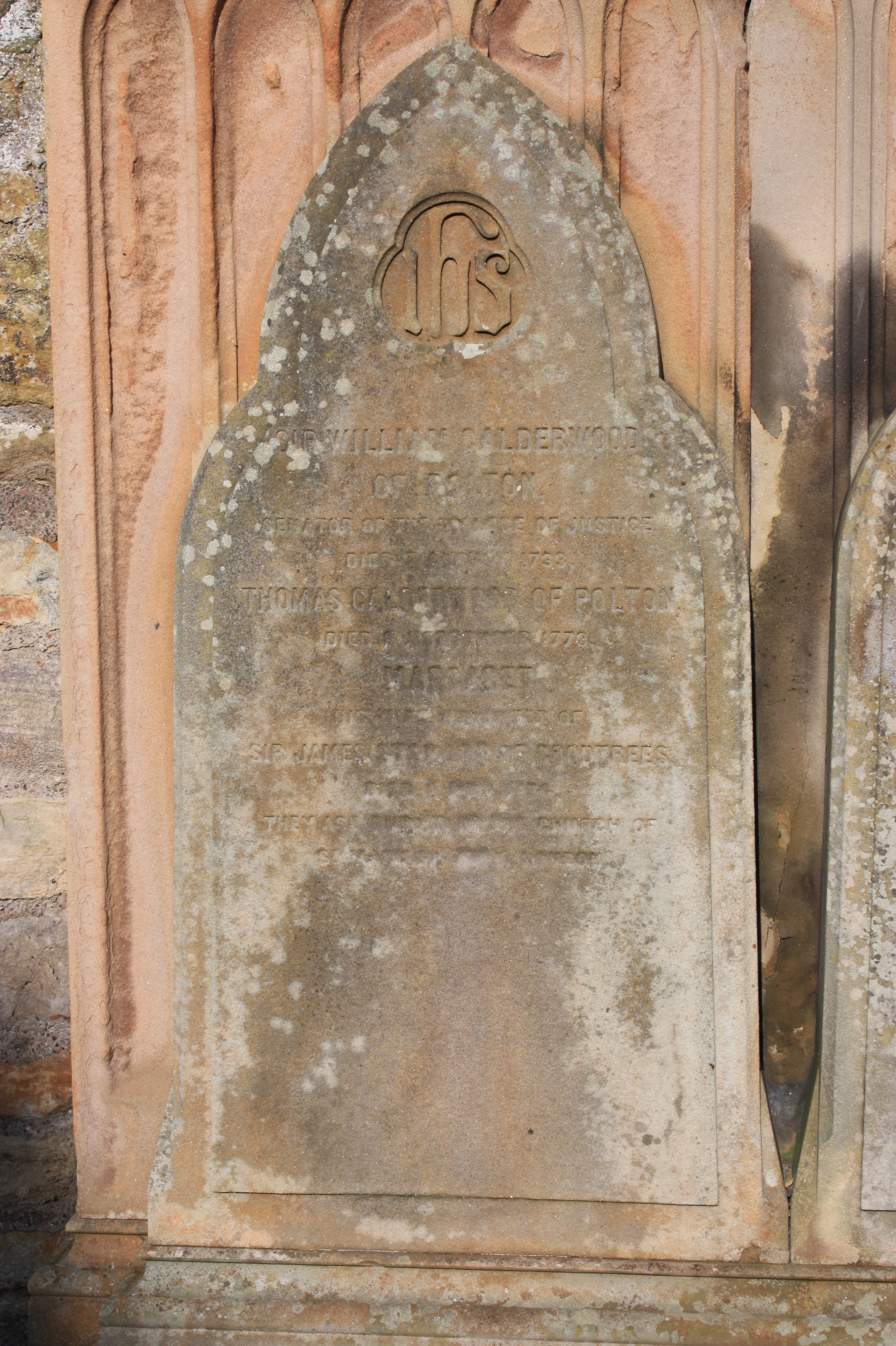
Foto della tomba di Margaret Calderwood, nella chiesa di Old Kyrkyard presso il villaggio di Lasswade.

Raggiunta Liegi da Anversa, la Calderwood raggiunse suo fratello e, dopo una breve deviazione a Spa, il gruppo raggiunse Bruxelles nell'inverno del 1756. Fu qui che la Calderwood, volendo inviare tramite le sue lettere e i suoi diari di viaggio ai suoi amici in Scozia, li organizzò in veri e propri volumi. Il contenuto di questi volumi presenta un grosso interesse dal punto di vista storico in quanto, a differenza di altre memorie di viaggio dell'epoca, si incentra soprattutto su osservazioni riguardanti diverse pratiche del XVIII secolo, quali l'agricoltura, il costume, la gestione delle tenute e dei terreni coltivabili, le vie di trasporto via terra e fluviali, l'estrazione delle miniere e le pratiche religiose ed educative dei paesi visitati.

Morì nel 1774 subito dopo la scomparsa di suo marito Thomas, lasciando la tenuta di famiglia al figlio, il tenente colonnello William Calderwood.

## Opere
- (EN) Margaret Calderwood, Letters and Journals of Mrs. Calderwood of Polton, From England, Holland and the Low Countries in 1756, Edimburgo, Alexander Fergusson, 1884.